# Sarry (Yonne)
Sarry é uma comuna francesa na região administrativa de Borgonha-Franco-Condado, no departamento de Yonne. Estende-se por uma área de 25,64 km². Em 2010 a comuna tinha 160 habitantes (densidade: 6,2 hab./km²).